# نجد ساهب (المخادر)

تعديل مصدري - تعديل

نجد ساهب هي إحدى قرى عزلة بني سرحة بمديرية المخادر التابعة لمحافظة إب، بلغ تعداد سكانها 826 نسمة حسب تعداد اليمن لعام 2004.